# Bruno Letort
Pour les articles homonymes, voir Letort.
 (juin 2024).
L'article doit être relu — et modifié si nécessaire — par des contributeurs indépendants pour apporter un regard critique aux contributions effectuées en violation des conditions d'utilisation de Wikipédia, tant sur la forme (notamment concernant le style encyclopédique, la proportionnalité) que sur le fond (la neutralité de point de vue, la qualité et l'indépendance des sources).
 (juin 2024).
Si vous disposez d'ouvrages ou d'articles de référence ou si vous connaissez des sites web de qualité traitant du thème abordé ici, merci de compléter l'article en donnant les références utiles à sa vérifiabilité et en les liant à la section « Notes et références ».
Bruno Letort, né en 1963 à Vichy, est un compositeur français, également producteur sur France Musique et essayiste.

## Biographie
Bruno Letort est né en 1963, son père dirige Unidisc, un label spécialisé dans la production pour enfants mais qui a également travaillé avec le compositeur Pierre Henry.
Il publie au début des années 1980 une série d’albums à la frontière du jazz et du rock. En tant que compositeur, son catalogue recèle de musiques plus « écrites » : ses partitions pour orchestre, ses nombreux quatuors à cordes et même un premier opéra interactif, "François Villon l’opéra", en 1994. La démarche de Bruno Letort a toujours visé à la pluri-disciplinarité . En témoigne le nombre d’œuvres composées pour la danse, le théâtre, le cinéma. En 2000 il fonde pour Radio France le label Signature sur lequel enregistreront – entre autres- des artistes aussi divers que Pierre Henry, Fred Frith, Bill Rieflin, Noël Akchoté, Jean-Luc Godard, Hector Zazou, Lee Ranaldo, Nils Petter Molvær, Beñat Achiary. En 1999, il crée avec les auteurs de BD François Schuiten et Benoît Peeters L'affaire Désombres, dans le cadre du Festival 38e Rugissants à Grenoble,Cette même année paraîtra "mégapoles" sur le label Naïve avec une illustration de François Schuiten, disque qui sera réédité en 2007 aux éditions du point d'exclamation.
De 1995 à 2019, il produit une série d"émissions sur France Musique et France Culture, notamment "Tapage Nocturne", émission qui explore les musiques de création.
En 2005, il crée, dans le cadre des Nuits Botanique" à Bruxelles, "Lignes" adpation libre du roman de Ruy Murakami, en collaboration avec l'ensemble Musiques Nouvelles sous la direction de Jean-Paul Dessy, le dessinateur Denis Deprez et le vidéaste japonais Yuki Kawamura.
En 2008, il compose la musique pour les films de Benoît Peeters, série de portaits retraçant les 35 ans du festival de la Bande Dessinée d'Angoulême.
Il collabore régulièrement avec le GRM (Groupe de Recherches Musicales), notamment dans le cadre du festival "Présence électroniques",.
En novembre 2011, il compose "Après de tremblement de terre..." pour le duo Pulsaxion, une pièce pour percussions, saxophones et guitare électrique dans le cadre du festival Aujourd'hui Musiques au théâtre de l'Archipel à Perpignan.
En 2015, il signe la musique du Train World, musée consacré à l'histoire ferroviaire belge et européenne, sur une scénographie de François Schuiten,,.
En 2017, il signe la musique de la fiction radiophonique "La Tour" pour France Culture, avec l'Orchestre National de France, d'après l'œuvre de Benoît Peeters et François Schuiten,.
En 2019, il signe la musique de l'exposition "Scientifiction" au musée des Arts et Métiers à Paris, sur une scénographie d'Eric Dubois et  et en 2021, il conçoit création sonore de l'exposition "Goya Expérience" au Palais des Beaux-Arts de Lille sur une scénographie de Macej Fischer.
En 2022, Bruno Letort signe les arrangements de six chansons de l'album Multitude de Stromae.
Le 26 avril 2024, il publie sur le label SoOnd, "Black Museum", avec la collaboration de Laurie Anderson, David Krakauer, Régïs Boulard, David Linx, Evan Ziporyn, Thomas Bloch, le Tana Quartet, Mike Ladd et David Torn,. Le 28 avril de cette même année, il crée l'opéra "Le retour du capitaine Nemo" à l'opéra national du Rhin, dans le cadre du festival Ars Mondo, d'après l'œuvre de Benoît Peeters et François Schuiten.
Le 25 mai 2024, est inaugurée l'exposition Horlogers des rêves, au festival Delémont'BD (Suisse) réalisée par François Schuiten, Bruno Letort et Denis Flageollet.

## Affaire de mœurs
Selon un rapport de l'Institut pour l'égalité des femmes et des hommes, sept femmes ont témoigné à l'encontre de Bruno Letort pour « harcèlement, abus de pouvoir et violences sexistes et sexuelles »,. À la suite de ce rapport, Bruno Letort est démis de ses fonctions de direction d'Ars Musica en juin 2024 par le conseil d’administration d’Ars Musica à la demande de Bénédicte Linard, Ministre de la Culture, des Médias et des Droits des femmes. Selon celle-ci : « Une décision indispensable en regard de la gravité des faits », rapportés à l’Institut.
Les avocates de Bruno Letort dénoncent les qualificatifs utilisés par le cabinet Linard qui évoque des faits de "harcèlement, d'abus de pouvoir et de violences sexistes et sexuelles". "Ces accusations sont graves. Le rapport de l'Institut ne parle nulle part de violences sexistes ou sexuelles ! Qui plus est, c'est à la justice de décider si les éléments exposés dans les sept témoignages sont établis et peuvent être définis comme l'Institut le prétend. Il n'y a ni plainte au pénal, ni enquête menée par des autorités judiciaires ».

## Discographie
- 1981 : Conversations (album).[28]
- 1982 : november flight (album).
- 1988 : Asia (composition et direction d’orchestre).
- 1990 : MusicWorks (guitare et direction d’orchestre).
- 1992 : Escales (guitare et direction d’orchestre).
- 1992 : Pièces pour les pays baltes (orchestre symphonique).
- 1993 : Signes cabalistiques (composition et direction).
- 1993 : Galerie (direction d'orchestre).
- 1993 : La Terre des quatre coins (direction d'orchestre).
- 1994 : François Villon, l'opéra (direction d'orchestre).
- 1995 : Génériques potentiels (direction d'orchestre).
- 1995 : Volume premier (claviers et direction d'orchestre).
- 1996 : Suite pour les inventeurs (claviers et direction d'orchestre).
- 1997 : Shorts (claviers et direction d'orchestre).
- 1997 : Century XXI -France- (compilation de compositeurs français).
- 1999 : Mégapoles (claviers et direction d'orchestre).
- 2002 : Fables électroniques (claviers et direction d'orchestre).
- 2002 : Matin brun (claviers et direction d'orchestre).
- 2003 : E[A]ST (claviers et direction d'orchestre).
- 2005 : Un opéra pictural (claviers et direction d'orchestre).
- 2006 : Le Dossier secret (claviers et direction d'orchestre).
- 2007 : Mégapoles (claviers et direction d'orchestre).
- 2008 : Requiem pour Tchernobyl
- 2008 : Lignes
- 2009 : Moby Dick
- 2010 : Lignes
- 2010-2018 : Semelles de vent
- 2013 : Fables électriques
- 2013 : L'horloger du rêve, sonores dans les cités obscures
- 2014 : Le Monde sonore de François Schuiten
- 2016-2018 : Trainworld
- 2019 : Cartographie de sens / Cartography of senses
- 2022 : Immemories / Tribute to Chris Marker
- 2024 : Black Museum

## Musique pour l'image et la scène
- Musique du film muet Dans les mansardes de Paris, de Mario Hosonia (1995) / Lobster Films
- Musique pour la pièce Angelo, tyran de Padoue, de Victor Hugo, Mise en scène de Francis Sourbié (1996)
- Le Corps sonore, direction artistique de l’enregistrement. Compositions de Martin Saint-Pierre (1996) / Tangram
- Musique pour la pièce Mademoiselle Julie, d’August Strindberg. Mise en scène de Francis Sourbié (1998)
- Début, musique pour la chorégraphie de Marie-Jo Fagianelli / Étoile du Nord
- La Tour, exposition de François Schuiten et Benoît Peeters / Musée de Gajac (1999)
- Musique pour la commémoration des 10 ans de Tien Anmen, place du Trocadéro (1999)
- Musique pour les Entretiens avec Alain Robbe-Grillet, de Benoît Peeters DVD (2001)
- Réalisation de That's Summer, de David Sanson (Cube 2002)
- Réalisation de Matin brun, avec Jacques Bonnafé, Denys Podalydès. Texte de Frank Pavlov (France Inter / Nocturne 2002)
- Musique pour l’exposition universelle d’Aichi (Japon), scénographie de François Schuiten (2005)
- Musique pour l’exposition Le Transsibérien, scénographie de François Schuiten (2005)
- Comix, musique pour la série consacrée à la bande dessinée, réalisée par Benoît Peeters (2005) / ARTE
- Musique pour la chorégraphe Juliette Vitte, Portraits (2005)
- Musique pour le film muet de Stuart Paton 20 000 Leagues Under the Sea (2006)
- Musique pour l'exposition Quai des orfèvres, Château de Seneffe, scénographie de François Schuiten (2007)
- Musique pour Leonarda, film de Guillaume Kozakiewiez (2007)
- Musique pour le film de Benoît Peeters 35 ans de grands prix, à l'occasion des 35 ans du festival d'Angoulême (2008)
- Musique pour l'exposition La Théorie du grain de sable de François Schuiten et Benoît Peeters, Centre de Wallonie-Bruxelles, Paris (2008)
- Musique pour Souvenirs de l'éternel présent de François Schuiten et Benoît Peeters (2009)
- Musique pour Lollipop, film d'animation de Genadzi Buto (2010)
- Musique pour Atturaif (2010)
- Musique pour Lumières alexandrines, film d'animation de Paul Bourgois d'après des illustrations de François Schuiten (2012)[29]
- Musique pour le film de Benoît Peeters 40 ans de grands prix, à l'occasion des 40 ans du festival d'Angoulême (2013)
- Musique pour les villes monde Les Cités obscures, France Culture, de Laurent Védrine (2013)
- Musique pour l'exposition Revoir Paris, Cité de l'architecture, Scénographie de François Schuiten (2014)
- Musique pour la fiction radiophonique La frontière invisible d'après François Schuiten et Benoît Peeters - Réalisation Laure Egorof (2014)
- Musique pour le Train World, Bruxelles, Scénographie de François Schuiten - Expoduo (2015)
- Musique pour l'exposition « Lumières sur les cités » La Louvière - Scénographie de François Schuiten - Expoduo (2015)
- Musique pour l'exposition « Machines à dessiner » Musée des arts et métiers - Paris - - Scénographie de François Schuiten - (2016)
- Musique pour l'exposition Winsor McCay Musée Thomas Henry Cherbourg - Scénographie de François Schuiten et Benoît Peeters - (2017)
- Musique pour la fiction radiophonique La Tour d'après François Schuiten et Benoît Peeters - Réalisation Laure Egoroff France Culture (2017)
- Musique pour l'exposition « Le dernier Pharaon » François Schuiten / Festival On a marché sur la bulle - Amiens - (2019)
- Musique pour l'exposition « Scientifiction, Blake et Mortimer au musée des arts & métiers » - Paris - (2019)
- Musique pour l'exposition « Mondes (im)parfaits » - Yverdon-les-bains [CH] - (2019)
- Musique pour l'exposition « COMES » - Bruxelles [BE] - (2020)
- Musique pour l'exposition « Le secret des Espadons » Scénographie d'Eric Dubois - Bruxelles - Musée de la bande dessinée [BE] - (2021)[30].
- Musique pour l'exposition « Sur la piste des Sioux » - Lyon - Musée des Confluences[FR] - (2021)
- Musique pour l'exposition « Expérience Goya » - Lille - Palais des Beaux-Arts de Lille [FR] - (2021)[31]
- Musique pour l'exposition « Forêt Magique » - Lille - Palais des Beaux-Arts de Lille [FR] - (2022)
- Musique pour l'exposition « Animalia », Bruxelles, Scénographie de François Schuiten - Expoduo - Train World [BE] - (2023)[32],[33]
- Musique pour l'exposition "Odyssée aux origines de Blake et Mortimer » Scénographie d'Eric Dubois - Bruxelles - Musée de la bande dessinée [BE] - (2023)
- Musique de l'exposition « Les horlogers des rêves" Scénographie de François Schuiten, commissariat de Denis Flageolet - Musée jurassien d'art et d'histoire (MJAH) - Delémont [CH] (2024)

## Ouvrages
- Musiques plurielles (1998) aux éditions Balland  (ISBN 2-7158-1163-2)

## Filmographie
- François Villon, l'opéra (1994), coréalisé avec Bruno Riou-Maillard
- Musiques interactives (1998), coréalisé avec Bruno Riou-Maillard
- Entre les lignes (2009), réalisé par Jean-Philippe Raymond (Hibou Production)

## Feuilleton radiophonique
- La (presque) véritable épopée de l'étherophone avec Armande Altaï, Boris Bergman et Jean-Marie Fonbonne (France Musique - 2009)
- La Ville murée avec Jacques Roehrich  (France Musique - 2010)
- Sur le traces du vent avec Guédalia Tazartès (France Musique - 2011)
- L'Île à hélices d'après Jules Verne, avec Jacques Roehrich et le Cube Quartet (France Musique - 2013)